# Avril Phali
Avril Phali (ur. 17 sierpnia 1978 w Vereeniging) – piłkarz południowoafrykański grający na pozycji bramkarza.

## Kariera klubowa
Karierę piłkarską Phali rozpoczął w klubie Jomo Cosmos z Johannesburga i w 2000 roku zadebiutował w jego barwach w Premier Soccer League. W debiutanckim sezonie zajął z Jomo Cosmos 4. miejsce w lidze, podobnie jak rok później w 2002 roku. W 2006 roku Phali przeszedł do lokalnego rywala, Orlando Pirates, ale w 2007 roku wrócił do Jomo Cosmos, z którym w 2008 roku spadł do drugiej ligi.

## Kariera reprezentacyjna
W 2006 roku Phali został powołany przez selekcjonera Teda Dumitru do kadry na Puchar Narodów Afryki 2006, na którym był rezerwowym bramkarzem dla Calvina Marlina i nie rozegrał żadnego spotkania.